# Pissi-Sebgo
Pissi-Sebgo, également orthographié Pissi-Sobgo, est une localité située dans le département de Yargo de la province du Kouritenga dans la région Centre-Est au Burkina Faso.

## Santé et éducation
Le centre de soins le plus proche de Pissi-Sebgo est le centre de santé et de promotion sociale (CSPS) de Yargo tandis que le centre médical avec antenne chirurgicale (CMA) se trouve à Koupéla.
Le village possède un centre permanent d'alphabétisation et de formation (CPAF).